# Ōbu (Aichi)
Ōbu (大府市 Ōbu-shi?) es una ciudad que se encuentra al oeste de la Prefectura de Aichi, Japón. Es una ciudad dormitorio de Nagoya, que está situado al norte.
Según datos del 2010, la ciudad tiene una población estimada de 84.450 habitantes y una densidad de 2.510 personas por km². El área total es de 33,68 km².
La ciudad fue fundada el 1 de septiembre de 1970.

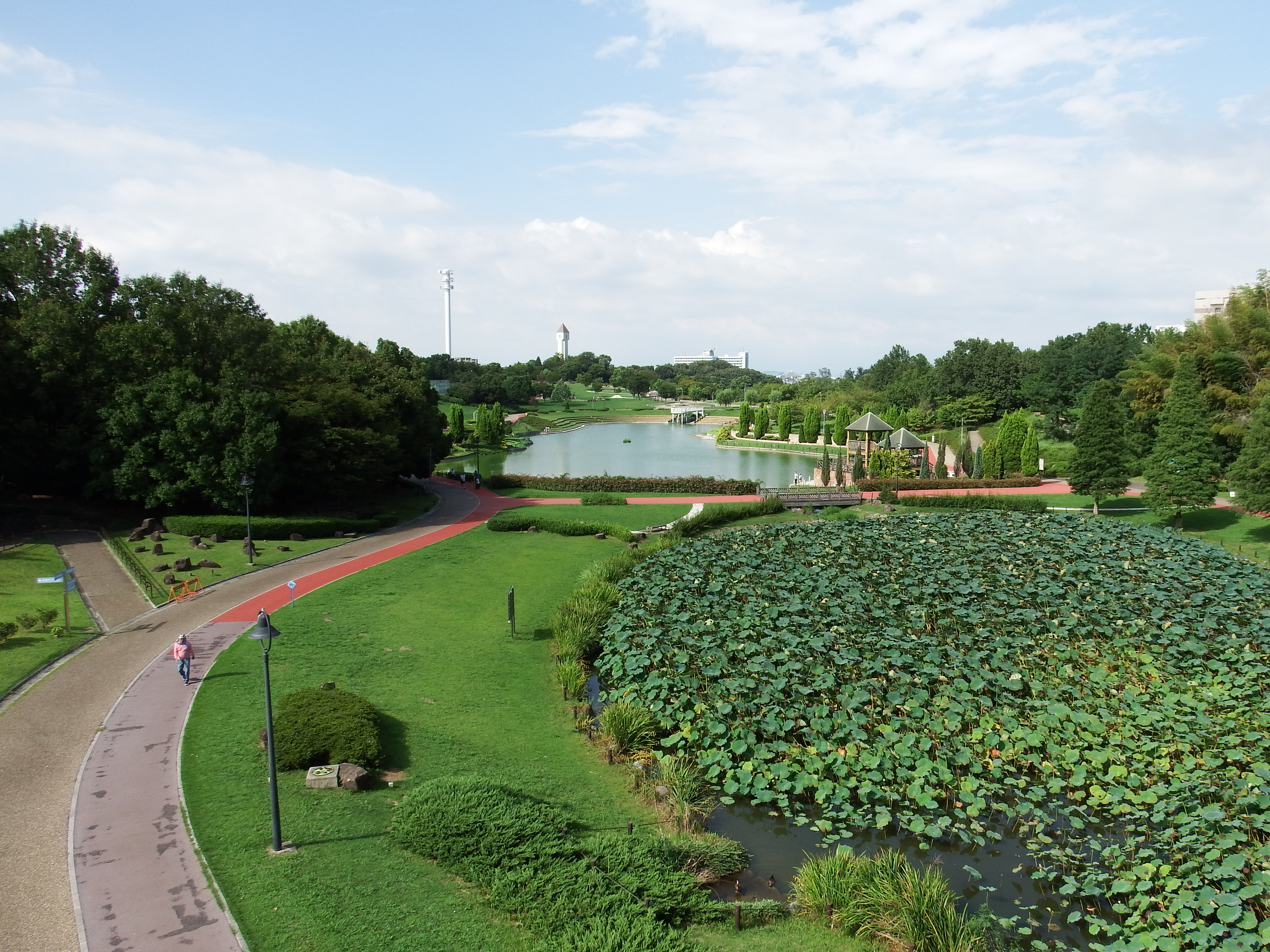
Parque Aichi Kenkō no Mori

## Ciudades hermanadas
- City of Port Phillip